# Paula Grossman
Paula Pnina Grossman, född 13 april 1953 i Stockholm, är en svensk språkpedagog, läromedelsförfattare och lärarfortbildare. 
Grossmans föräldrar kom till Sverige som överlevande efter Förintelsen.
Grossman har verkat som lärare i svenska för invandrare åren 1977–2017 och utvecklat nya kommunikativa metoder för språkinlärning i svenska. Särskilt har hon ägnat sig åt uttal och utvecklat prosodia-metoden och latinisering, som effektiviserar uttalsundervisningen för inlärare av svenska.
Hon har varit engagerad i revitaliseringen av det nationella minoritetsspråket jiddisch, bland annat som läromedelsförfattare och genom webbproduktioner.